# He Said 27
Artikelns titel kan av tekniska skäl inte återges korrekt. Den korrekta titeln är 27#11.
27#11, är ett svensk-engelskt pop/synth-projekt startat 2006 av Bob hund-sångaren Thomas Öberg, Markus Törncrantz samt före detta Wire-medlemmen Graham Lewis. 
Bandets enda singel släpptes lämpligt nog den 27 november 2006 på skivbolaget Brainwashed och bestod av en cover på The Monks låt Oh, How To Do Now? samt låten Show me how. Det fanns planer för projektet att släppa ett album året efter[källa behövs] men utöver singeln har endast låtar till samlingsskivor getts ut.
Bandnamnet skrivs i vissa sammanhang He Said 27#11 men på den släppta singeln står det endast 27#11.
Bandet spelade på festivalen Popadelica 2007.

## Bandmedlemmar
- Edvard "Earl" Gray Lewis
- Thomas "Two Dots" Öberg
- "Marvellous" Markus Turnkey

## Singlar
Oh How To Do Now / Show Me How  (27/11/06 - Orange vinyl, 500 ex.)
01 - Oh How To Do Now? 

02 - Show Me How